# ダニエル・スタリッジ
- ダニエル・スターリッジ
- ダニエル・スタリッジ
- ダニエル・ストゥーリッジ

ダニエル・スタリッジ（Daniel Sturridge）ことダニエル・アンドレ・スタリッジ（Daniel Andre Sturridge [ˈstʌrɪdʒ], 1989年9月1日 - ）は、イギリス (イングランド)・バーミンガム出身の元サッカー選手。元イングランド代表。ポジションはフォワード。

## 経歴

### クラブ経歴

#### マンチェスター・シティ～チェルシー時代
アストン・ヴィラFCの下部組織からキャリアをスタートさせ、2000年にコヴェントリー・シティFC、2003年に、マンチェスター・シティFCの下部組織に引き抜かれた。2006–07シーズンからファーストチームに昇格。シティでは32試合出場6得点を記録した。シティの大量補強により出場機会を失い、2009年6月に契約満了を機にチェルシーFCに移籍した。
2011年1月まで41試合出場9得点を記録した。2011年1月にボルトン・ワンダラーズFCにレンタル移籍。ボルトンではデビュー戦から4試合連続でゴールを挙げ、12試合に出場し8ゴールと才能を開花させた。2011-12シーズンにチェルシーに復帰した。復帰したチェルシーでは昨シーズンの最終戦でレッドカードを受けたため開幕から3試合は出場停止となったが出場停止明けの第4節から復帰し右ウイングのレギュラーとして定着。

#### リヴァプール
2013年1月2日、 リヴァプールFCへの移籍が発表された。移籍金は約1200万ポンド。
2012-13シーズン後半戦のみの出場であったが、かねてから希望していたCFでの起用により得点力を発揮し、公式戦16試合出場11ゴールを記録。2013年5月12日のフラムFC戦ではリヴァプールでの初のハットトリックを達成した。
2013-14シーズンは開幕から4試合連続ゴールの好調な滑り出しを見せ、以降もシーズンを通してゴールを量産。最終的にはリーグ2位の21ゴールを挙げ、クラブのUEFAチャンピオンズリーグ出場権獲得に貢献し、PFA年間ベストイレブンに選出された。プレミアリーグ8試合連続ゴールを達成。プレミアリーグの新記録樹立とはならなかったが、リヴァプールでは史上初となった。ダイヤモンド型の4-3-1-2で2トップを組んだルイス・スアレスとのコンビは「SAS（『スアレス&スタリッジ』の略）」と称された。
2014-15シーズンはスアレスが退団し、エースとしての活躍を期待されたが怪我での離脱が多くリーグ戦での先発出場はわずか7試合、UEFAチャンピオンズリーグには1試合も出場できずチームはグループステージで敗退した。公式戦18試合出場5ゴールと昨シーズンから数字を落とした。
2015-16シーズンでも引き続き怪我で試合出場が叶わない状態が続いた。しかし、試合に出場すれば結果を残しリーグ戦では14試合8ゴールを記録。UEFAヨーロッパリーグ準決勝2ndlegのビジャレアルCF戦で得点を記録し、決勝進出に貢献。決勝のセビージャFC戦でも先制点を奪ったが、チームは逆転負けを喫しタイトル獲得とはならなかった。2016-17シーズンはサディオ・マネの加入やロベルト・フィルミーノの好調もあり、怪我の影響がなくてもベンチスタートやベンチ外となることが増え、19試合で3ゴールを決めるに留まった。
2018年1月29日、ウェスト・ブロムウィッチ・アルビオンへシーズン終了までのレンタル移籍が発表された。
リヴァプールに復帰し迎えた2018-19シーズンの開幕戦、ウエストハム戦では後半42分から交代出場すると僅か24秒でゴールを決め、第7節のチェルシー戦では1-0と敗戦が濃厚になっていたなか、後半残り時間僅かななかで途中出場すると、89分に劇的な同点ゴールを決めチームを助けた。チャンピオンズリーグ決勝のトッテナム・ホットスパー戦ではベンチ入り、チームは優勝したが、出番は訪れなかった。同シーズン限りでのリヴァプールからの退団が発表された。

#### トラブゾンスポル
2019年8月21日、トラブゾンスポル・クラブへの加入を発表した。契約期間は1年間の延長オプション付きの3年間。2020年3月、賭博規約違反で2020年6月までの出場停止と罰金15万ポンドを科され、同日双方の合意による契約解消が発表された。

#### パース・グローリー
トラブゾンスポル退団後はしばらく無所属であったが2021年10月1日、1年契約でAリーグのパース・グローリーFCに加入した。

### 代表経歴
2011-12シーズンはゴールを着実に重ね、ファビオ・カペッロの下イングランド代表にも招集された。
2014 FIFAワールドカップに出場し、グループリーグ初戦イタリア戦で同点ゴールを決めた。
2016年、UEFA EURO 2016ではグループリーグ第2節のウェールズ代表戦に途中出場して、アディショナルタイムに決勝ゴールをあげる活躍を見せた。

## 人物
叔父のサイモン・スタリッジとディーン・スタリッジもサッカー選手である。
祖父母がジャマイカ人である。親戚に同国の元卓球王者がいる。

## 個人成績
2020年3月2日現在
| クラブ                 | シーズン | リーグ | リーグ | カップ | カップ | リーグカップ | リーグカップ | UEFA | UEFA | その他 | その他 | 通算 | 通算 |
| クラブ                 | シーズン | 出場   | 得点   | 出場   | 得点   | 出場         | 得点         | 出場 | 得点 | 出場   | 得点   | 出場 | 得点 |
| ---------------------- | -------- | ------ | ------ | ------ | ------ | ------------ | ------------ | ---- | ---- | ------ | ------ | ---- | ---- |
| マンチェスター・シティ | 2006-07  | 2      | 0      | 0      | 0      | 0            | 0            | —    | —    | —      | —      | 2    | 0    |
| マンチェスター・シティ | 2007-08  | 3      | 1      | 1      | 1      | 0            | 0            | —    | —    | —      | —      | 4    | 2    |
| マンチェスター・シティ | 2008-09  | 16     | 4      | 1      | 0      | 1            | 0            | 8    | 0    | —      | —      | 26   | 4    |
| マンチェスター・シティ | 通算     | 21     | 5      | 2      | 1      | 1            | 0            | 8    | 0    | 0      | 0      | 32   | 6    |
| チェルシー             | 2009-10  | 13     | 1      | 4      | 4      | 1            | 0            | 2    | 0    | 0      | 0      | 20   | 5    |
| チェルシー             | 2010-11  | 13     | 0      | 1      | 2      | 1            | 0            | 5    | 2    | 1      | 0      | 21   | 4    |
| チェルシー             | 2011-12  | 30     | 11     | 4      | 1      | 2            | 1            | 7    | 0    | —      | —      | 43   | 13   |
| チェルシー             | 2012-13  | 7      | 1      | 0      | 0      | 1            | 1            | 3    | 0    | 1      | 0      | 12   | 2    |
| チェルシー             | 通算     | 63     | 13     | 9      | 7      | 5            | 2            | 17   | 2    | 2      | 0      | 96   | 24   |
| ボルトン(loan)         | 2010-11  | 12     | 8      | —      | —      | —            | —            | —    | —    | —      | —      | 12   | 8    |
| リヴァプール           | 2012-13  | 14     | 10     | 2      | 1      | —            | —            | —    | —    | —      | —      | 16   | 11   |
| リヴァプール           | 2013-14  | 29     | 21     | 2      | 1      | 2            | 2            | —    | —    | —      | —      | 33   | 24   |
| リヴァプール           | 2014-15  | 12     | 4      | 4      | 1      | 0            | 0            | 2    | 0    | —      | —      | 18   | 5    |
| リヴァプール           | 2015-16  | 14     | 8      | 1      | 0      | 2            | 2            | 8    | 3    | —      | —      | 25   | 13   |
| リヴァプール           | 2016-17  | 20     | 3      | 3      | 0      | 4            | 4            | —    | —    | —      | —      | 27   | 7    |
| リヴァプール           | 2017-18  | 9      | 2      | 0      | 0      | 0            | 0            | 5    | 1    | —      | —      | 14   | 3    |
| リヴァプール           | 2018-19  | 18     | 2      | 1      | 0      | 1            | 1            | 7    | 1    | —      | —      | 27   | 4    |
| リヴァプール           | 通算     | 116    | 50     | 13     | 3      | 9            | 9            | 22   | 5    | —      | —      | 160  | 67   |
| WBA (loan)             | 2017-18  | 6      | 0      | 0      | 0      | —            | —            | —    | —    | —      | —      | 6    | 0    |
| トラブゾンスポル       | 2019-20  | 11     | 4      | 2      | 3      | —            | —            | 2    | 0    | —      | —      | 15   | 7    |
| 総通算                 | 総通算   | 229    | 80     | 26     | 14     | 15           | 11           | 49   | 7    | 2      | 0      | 321  | 112  |

## 代表歴

### 出場大会
- イングランド代表
  - 2014 FIFAワールドカップ

### 試合数
- 国際Aマッチ 26試合 8得点（2011年-2017年）[12]

| イングランド代表 | 国際Aマッチ | 国際Aマッチ |
| 年               | 出場        | 得点        |
| ---------------- | ----------- | ----------- |
| 2011             | 1           | 0           |
| 2012             | 3           | 0           |
| 2013             | 5           | 2           |
| 2014             | 7           | 3           |
| 2016             | 9           | 3           |
| 2017             | 1           | 0           |
| 通算             | 26          | 8           |

### 得点
| # | 開催日         | 開催地                                   | 対戦国         | スコア | 結果 | 大会                                    |
| - | -------------- | ---------------------------------------- | -------------- | ------ | ---- | --------------------------------------- |
| 1 | 2013年3月22日  | セラヴァッレ、サンマリノ・スタジアム     | サンマリノ     | 8–0    | 8–0  | 2014 FIFAワールドカップ・ヨーロッパ予選 |
| 2 | 2013年10月25日 | ロンドン、ウェンブリー・スタジアム       | モンテネグロ   | 4–1    | 4–1  | 2014 FIFAワールドカップ・ヨーロッパ予選 |
| 3 | 2014年3月5日   | ロンドン、ウェンブリー・スタジアム       | デンマーク     | 1–0    | 1–0  | 国際Aマッチ                             |
| 4 | 2014年5月30日  | ロンドン、ウェンブリー・スタジアム       | ペルー         | 1–0    | 3–0  | 国際Aマッチ                             |
| 5 | 2014年6月24日  | マナウス、アレーナ・アマゾニア           | イタリア       | 1–1    | 1–2  | 2014 FIFAワールドカップ                 |
| 6 | 2016年6月16日  | ランス、スタッド・フェリックス・ボラール | ウェールズ     | 2–1    | 2–1  | UEFA EURO 2016                          |
| 7 | 2016年10月8日  | ロンドン、ウェンブリー・スタジアム       | マルタ         | 1–0    | 2–0  | 2018 FIFAワールドカップ・ヨーロッパ予選 |
| 8 | 2016年11月11日 | ロンドン、ウェンブリー・スタジアム       | スコットランド | 1–0    | 3–0  | 2018 FIFAワールドカップ・ヨーロッパ予選 |

## タイトル

### クラブ
チェルシー
- UEFAチャンピオンズリーグ：1回 (2011-12)
- プレミアリーグ：1回 (2009-10)
- FAカップ：2回 (2009-10, 2011-12)
- FAコミュニティ・シールド：1回 (2009)

リヴァプール
- UEFAチャンピオンズリーグ ：1回 (2018-19)

### 個人
- PFA年間ベストイレブン：1回 (2013-14)
- プレミアリーグ月間最優秀選手：2回 (2013年8月, 2014年2月)